# Base Erosion Profit Shifting
Base Erosion Profit Shifting (BEPS, z ang. erozja podstawy opodatkowania i transfer zysków) – termin, używany w międzynarodowej debacie publicznej na temat unikania opodatkowania i sposobów przeciwdziałania nieuczciwemu zaniżaniu danin publicznych. Stał się synonimem trendu zmierzającego do reformy przepisów podatkowych i zmiany zasad opodatkowania. Termin rozpowszechniony dzięki Raportowi OECD nt. przeciwdziałaniu BEPS znanemu również jako Plan Działań BEPS (Action Plan on Base Erosion and Profit Shifting) opublikowanemu dnia 19 lipca 2013 roku, zawierającym 15 działań, jakie powinny podjąć państwa, aby zapobiec nieuczciwemu unikaniu opodatkowania i przenoszeniu zysków do rajów podatkowych.
W rozumieniu OECD, termin BEPS odnosi się do strategii planowania podatkowego, które wykorzystują luki i rozbieżności w przepisach podatkowych dla ukrycia zysków lub ich transferowania do miejsc, w których podatnik wykazuje małą aktywność lub w ogóle jej brak, ale gdzie podatki są niskie, co skutkuje niewysokim opodatkowaniem lub brakiem opodatkowania podatkiem dochodowym. Pakiet BEPS jest kompleksowym zestawem instrumentów obejmującym pewne minimalne standardy, wspólne rozwiązania, wytyczne i najlepsze praktyki w dziedzinie opodatkowania, które państwa mogą wdrożyć do swoich porządków prawnych. Instrumenty te jednak, w świetle prawa międzynarodowego publicznego, nie posiadają mocy wiążącej (jest to tzw. soft law). Tym niemniej oczekuje się, że założenia wyrażone w Planie Działań BEPS będą przyjmowane przez państwa uczestniczące w pracach nad jego opracowaniem. W przypadku wielu państw (w tym Polski), prace wdrożeniowe są aktualnie realizowane bądź już zakończone.
Poszczególne działania w ramach Planu Działań BEPS:
1. Wyzwania gospodarki cyfrowej
2. Neutralizacja efektów hybrydowych struktur wykorzystujących niespójność systemów podatkowych
3. Wzmocnienie zasad opodatkowania kontrolowanych podmiotów zagranicznych (CFC)
4. Ograniczenie erozji podstawy opodatkowania poprzez odliczanie odsetek i innych opłat za usługi finansowe
5. Efektywne zwalczanie szkodliwych praktyk podatkowych przy uwzględnieniu transparentności i treści ekonomicznej (substance) transakcji
6. Zapobieganie nadużyciom w wykorzystaniu udogodnień traktatowych
7. Zapobieganie sztucznemu unikaniu statusu zakładu (ang. Permanent Establishment)
8. Zapewnienie, iż ceny transferowe odpowiadają kreowaniu wartości aktywów niematerialnych
9. Zapewnienie zgodności cen transferowych z kreowaniem wartości ryzyka/kapitału
10. Zapewnienie zgodności cen transferowych z kreowaniem wartości innych transakcji obarczonych wysokim ryzykiem
11. Ustanowienie metodologii zbierania oraz analizowania danych dotyczących zjawiska zmniejszania podstawy opodatkowania i transferu zysków
12. Wprowadzenie wymogu ujawniania przez podatników stosowanych agresywnych strategii podatkowych
13. Powtórne zdefiniowanie dokumentacji cen transferowych
14. Usprawnienie mechanizmów rozwiązywania sporów międzynarodowych
15. Stworzenie wielostronnej umowy umożliwiającej wprowadzenie Planu Działań BEPS oraz modyfikacji istniejących umów o unikaniu podwójnego opodatkowania.